# Tupolev Tu-141
Tupolev Tu-141 Strizh (Swift, tiếng Nga: Стриж) là một loại máy bay không người lái trinh sát của Liên Xô, trang bị cho Hồng quân và các nước đồng minh của Liên Xô trong thập niên 1970 và 1980.

## Tính năng kỹ chiến thuật
Dữ liệu lấy từ Unmanned Aerial Vehicles Directory: Part 2
Đặc điểm tổng quát
- Kíp lái: 0
- Chiều dài: 14.33 m (47 ft 0¼ in)
- Sải cánh: 3.88 m (12 ft 8½ in)
- Chiều cao: 2.44 m (8 ft 0 in)
- Diện tích cánh: 10.0[2] m2 (108 ft2)
- Trọng lượng có tải: 6.215 kg (13.702 lb)
- Động cơ: 1 × Tumansky KR-17A, lực đẩy 19,6 kN (4.409 lbf) mỗi chiếc

Hiệu suất bay
- Vận tốc cực đại: 1.100 km/h (683 mph)
- Vận tốc hành trình: 1.000 km/h (620 mph)
- Tầm bay: 1.000 km (620 dặm)
- Trần bay: 6.000 m (19.700 ft)